# Cyzgari
Cyzgari (ros. Цизгари) – wieś w Rosji, w Dagestanie, w rejonie dachadajewskim. W 2010 liczyła 353 mieszkańców, głównie Dargijczyków.